# José Pedro Igoa
José Pedro Igoa Erasun (Montevideo, Uruguay, 30 de abril de 1911-Montevideo, Uruguay, 23 de marzo de 2001), fue un magistrado uruguayo, miembro de la Corte de Justicia de su país (denominación que entonces recibía la actual Suprema Corte de Justicia) entre 1979 y 1981.

## Biografía

### Primeros años
Nació en Montevideo el 30 de abril de 1911, hijo de José Javier Igoa Urriza y de Francisca Erasun Urroz. Cursó estudios en la Facultad de Derecho de la Universidad de la República, obteniendo el título de abogado.

### Juez de Paz
En abril de 1945 ingresó a la carrera judicial al ser designado Juez de Paz de la tercera sección judicial de Soriano, con sede en la ciudad de Dolores.
En setiembre del mismo año fue trasladado al Juzgado de Paz de la primera sección judicial de Flores, con sede en Trinidad,y en julio de 1946 pasó a cumplir funciones como Juez de Paz de la primera sección de Salto, correspondiente a la ciudad de Salto.

### Juez Letrado en el interior
En marzo de 1952 fue ascendido a Juez Letrado, inicialmente en el departamento de Artigas,pasando en junio del mismo año a ocupar igual cargo en Río Negro. En setiembre de 1958 fue nuevamente trasladado al Juzgado Letrado de Canelones de Primer Turno.

### Juez Letrado en la capital
En febrero de 1963 ascendió a cumplir funciones como Juez Letrado en Montevideo, siendo nombrado inicialmente Juez Letrado Suplentey pasando en agosto del mismo año al Juzgado Letrado de Instrucción y Correccional de Primer Turno. Finalmente, en octubre de 1964 fue nombrado Juez Letrado del Crimen de Cuarto Turno.

### Tribunal de Apelaciones
En 1968 fue nuevamente ascendido al puesto de ministro del Tribunal de Apelaciones en lo Civil de Tercer Turno,órgano que integró por espacio de once años.

### Corte de Justicia
El 3 de setiembre de 1979 el Consejo de la Nación lo eligió por unanimidad, a propuesta del Poder Ejecutivo, como miembro de la Corte de Justicia, para cubrir la vacante generada por el cese de Sabino Dante Sabini.
Con el dictado del Decreto Constitucional-Acto Institucional número 8, el 1° de julio de 1977, en el marco de la dictadura cívico militar instaurada en 1973, por el que se modificaron las normas constitucionales referentes al Poder Judicial, este había perdido su carácter de tal, pasando a denominarse Administración de Justicia y a depender administrativamente del Poder Ejecutivo. La Suprema Corte de Justicia había pasado a llamarse únicamente Corte de Justicia, a secas, y perdido la mayor parte de sus competencias como jerarca administrativo del sistema judicial, por ejemplo, las referidas a designaciones y traslados de jueces, en las que pasó a tener solo la potestad de iniciativa y cuya resolución final quedó en manos del Poder Ejecutivo.
José Pedro Igoa integró dicha Corte durante poco más de un año y medio, y no llegó a ocupar su Presidencia. 

### Retiro
Cesó en el cargo al alcanzar en abril de 1981 los 70 años, edad máxima establecida por la Constitución y reiterada por el DC-AI N° 8 para ocupar cargos judiciales. La vacante generada por su retiro fue cubierta por el Consejo de la Nación con la designación de Sara Fons de Genta, la primera mujer en integrar la Corte en toda su historia. 
Igoa fue el único miembro de la Corte de Justicia cuya permanencia en la misma tuvo lugar íntegramente durante el período en que la misma recibió esa denominación. En efecto, pocos meses después de su retiro, el 10 de noviembre de 1981, se dictó el Decreto Constitucional-Acto Institucional número 12, que derogó el número 8, restableció el carácter de Poder del Estado del Poder Judicial y el nombre de Suprema Corte de Justicia a su órgano máximo, aunque no le devolvió sus competencias tradicionales consagradas en la Constitución de 1967, sino que todo lo relativo a la administración del Poder Judicial, designación y traslado de jueces fue confiado a un nuevo órgano denominado Consejo Superior de la Judicatura, presidido por el ministro de Justicia y con integración mixta de miembros magistrados y no magistrados. El Poder Judicial solo recobraría la plenitud de su independencia y sus funciones constitucionales con el restablecimiento de la democracia en 1985.

### Fallecimiento
José Pedro Igoa falleció el 23 de marzo de 2001 a los 89 años.